# Террі Фенвік
Террі Фенвік (англ. Terry Fenwick, нар. 17 листопада 1959, Сігем) — англійський футболіст, захисник. По завершенні ігрової кар'єри — тренер.

## Клубна кар'єра
У дорослому футболі дебютував 1976 року виступами за «Крістал Пелес», в якому провів чотири сезони, взявши участь у 70 матчах чемпіонату.
Своєю грою за цю команду привернув увагу представників тренерського штабу клубу «Квінз Парк Рейнджерс», до складу якого приєднався 1980 року. Відіграв за лондонську команду наступні сім сезонів своєї ігрової кар'єри. Більшість часу, проведеного у складі «Квінс Парк Рейнджерс», був основним гравцем захисту команди.
Згодом, з 1987 по 1993 рік, грав у складі клубу «Тоттенгем Готспур». На сезон 1990–91 був відданий в оренду до «Лестер Сіті».
Завершив професійну ігрову кар'єру у нижчоліговому клубі «Свіндон Таун». Террі прийшов до команди 1993 року і захищав її кольори до припинення виступів на професійному рівні у 1995 році.

## Виступи за збірну
1984 року дебютував в офіційних матчах у складі національної збірної Англії. Протягом кар'єри у національній команді, яка тривала 5 років, провів у формі головної команди країни 20 матчів.
У складі збірної був учасником чемпіонату світу 1986 року у Мексиці.

## Кар'єра тренера
Розпочав тренерську кар'єру відразу ж по завершенні кар'єри гравця, 1995 року, очоливши тренерський штаб клубу «Портсмут».
У 2003 році очолив «Нортгемптон Таун», проте вже після 7 матчів подав у відставку через невдалі результати.
Згодом працював у Тринідаді і Тобаго — у 2005–2009 і 2009–2011 роках тренував «Сан-Хуан Хаблоте», згодом працював із «Сентралом». 
2014 року працював у Бельгії із «Візе». 2020 року знову повернувся до Тринідаду, очоливши збірну країни. Був звільнений вже наступного року, після того як команда не подолала Перший раунд відбору на ЧС-2022.

## Титули і досягнення
- Чемпіон Європи (U-21): 1982